# UTC−09:30

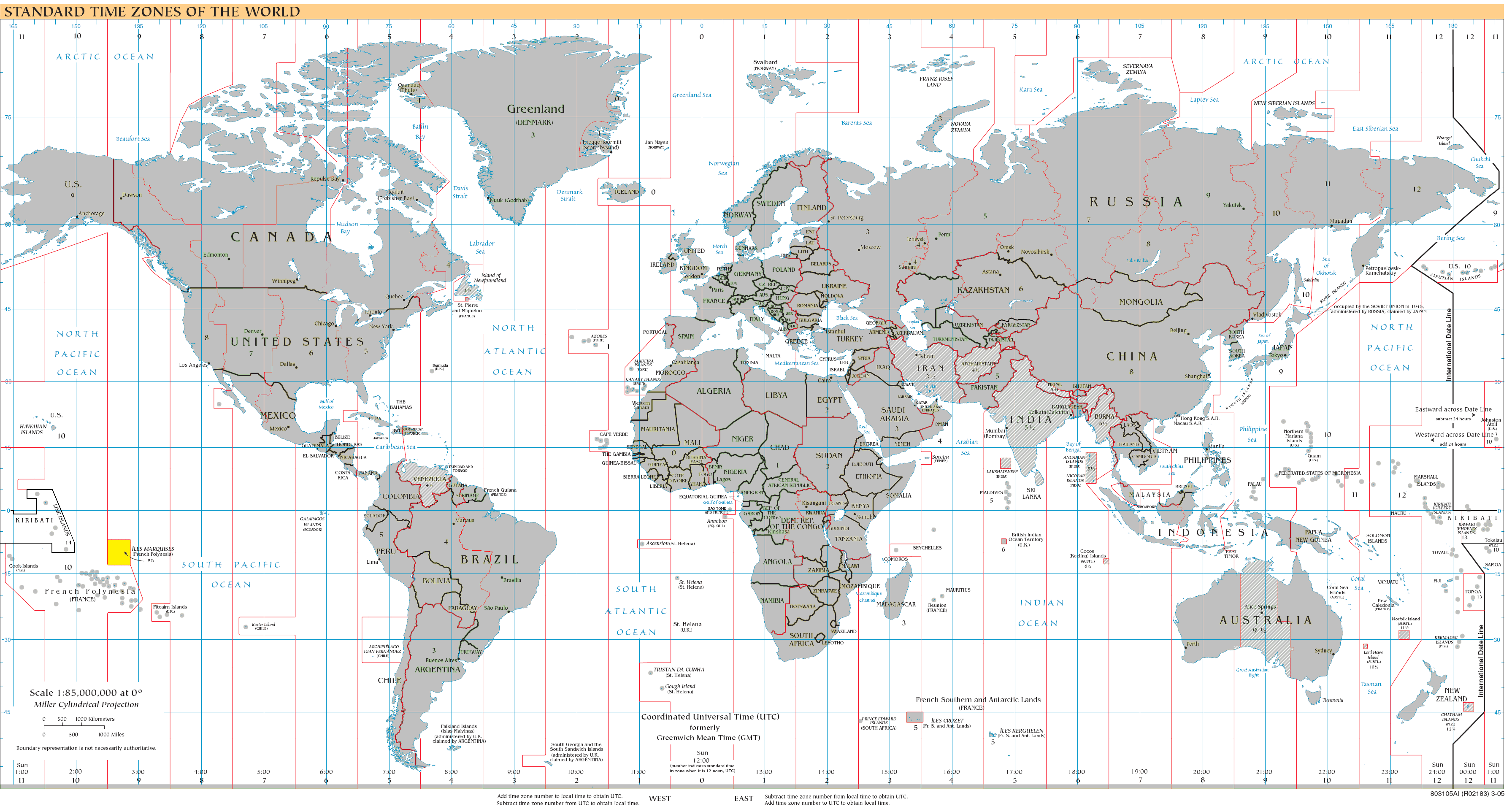
Az UTC-09:30 időzónában lévő terület:

Az UTC–09:30 egy időeltolódás, amely kilenc és fél órával van hátrébb az egyezményes koordinált világidőtől (UTC).

## Alap időzónaként használó területek (egész évben)

### Óceánia
- Franciaország
  -  Francia Polinézia
    - Marquises-szigetek

## Időzóna ebben az időeltolódásban
| Időzóna neve angolul | Időzóna neve magyarul | Időzóna rövidítése |
| -------------------- | --------------------- | ------------------ |
| Marquesas Time       | Marquisesi idő        | MART               |

## Fordítás
Ez a szócikk részben vagy egészben  az   UTC−09:30 című angol Wikipédia-szócikk ezen változatának fordításán alapul.  Az eredeti cikk szerkesztőit annak laptörténete sorolja fel. Ez a jelzés csupán a megfogalmazás eredetét és a szerzői jogokat jelzi, nem szolgál a cikkben szereplő információk forrásmegjelöléseként.